# Terebra thaanumi
Terebra thaanumi är en snäckart som beskrevs av Henry Augustus Pilsbry 1921. Terebra thaanumi ingår i släktet Terebra och familjen Terebridae. Inga underarter finns listade i Catalogue of Life.